# Lê quý kỷ sự
Lê quý kỷ sự (Ghi chép những chuyện cuối thời Lê) là một tác phẩm sử học chép tay do Nguyễn Bảo (tức Nguyễn Thu, 1799-1855), từng làm Biên tu Quốc sử quán triều Nguyễn (Việt Nam) soạn thảo.

## Giới thiệu
Sách chép các sự kiện lịch sử từ năm Cảnh Hưng thứ 38 (1777) đến năm Chiêu Thống thứ 3 (1789), là giai đoạn có nhiều biến cố quan trọng trong lịch sử Việt Nam.
Trong sách, các sự kiện được trình bày gọn, sáng và sinh động theo lối "cương mục" (nêu tóm tắt ý chính, sau đó mới chép chi tiết). Qua đó, Lê quý kỷ sự đã góp thêm một tiếng nói phản ánh cục diện rối bời của triều đình Lê-Trịnh; khẳng định ảnh hưởng to lớn của phong trào Tây Sơn do ba anh em Nguyễn Nhạc lãnh đạo, và đã đưa nước nhà thoát khỏi nguy cơ bị phong kiến Trung Quốc đô hộ lần nữa. Nhưng cũng vì tác giả chưa thoát khỏi quan điểm chính thống, hơn nữa, lại hoàn thành sách dưới triều nhà Nguyễn (là triều đại thù địch với nhà Tây Sơn), nên phần ghi chép về "dựng lại nước sắp đổ, diệt trừ giặc xâm lăng" của nhà Tây Sơn có phần sơ lược hơn phần ghi chép về xã hội Việt Nam dưới thời Lê mạt.
Về giá trị về văn học, tác giả đã biết sử dụng cách hành văn của thể ký khiến sự việc và nhân vật được kể lại sinh động, hoạt bát, chứ không khô khan như lối hành văn chép chính sử đương thời.
Về giá trị sử học, sách đã cung cấp một số chi tiết lịch sử mới, có giá trị tham khảo cho việc nghiên cứu bối cảnh xã hội Việt Nam cuối thế kỷ 18, cũng như về việc quân Tây Sơn tiến quân ra Bắc diệt Trịnh và đại phá quân Thanh. Vì những giá trị ấy, khiến tác giả trở nên nổi tiếng khi làm ra quyển sách này .
Lê quý kỷ sự đã được nhà xuất bản Khoa học xã hội (Hà Nội) tổ chức dịch và xuất bản năm 1974.